# マヌエーラ・アンジェリ
マヌエーラ・アンジェリ（イタリア語: Manuela Angeli、1939年4月3日 - ）は、イタリア、コルティーナ・ダンペッツォ出身のフィギュアスケート選手（女子シングル）。1956年コルティナダンペッツォオリンピックイタリア代表。

## 主な戦績
| 大会/年        | 1953-54 | 1954-55 | 1955-56 |
| -------------- | ------- | ------- | ------- |
| オリンピック   |         |         | 21      |
| 世界選手権     | 22      |         |         |
| 欧州選手権     |         | 16      |         |
| イタリア選手権 |         |         | 2       |